# Melchor Múzquiz
Melchor Múzquiz född 6 april 1788 i Ciudad Melchor Múzquiz Coahuila, död 14 december 1844 i Mexico City. Mexikansk politiker och militär. President i Mexiko 1832.